# David Albelda
David Albelda Aliqués (phát âm tiếng Tây Ban Nha: [daˈβið alˈβelda aliˈkes]; sinh ngày 1 tháng 9 năm 1977) là một cầu thủ bóng đá Tây Ban Nha. Albelda hiện đang là đội trưởng của Valencia CF. Anh cũng đã chơi cho Tây Ban Nha và đã giành được huy chương bạc môn bóng đá tại Thế vận hội Mùa hè 2000 ở Sydney, Úc. Anh cũng chơi ở giải vô địch bóng đá trẻ thế giới năm 1997. Albelda cũng là một cầu thủ của đội Tây Ban Nha ở giải vô địch bóng đá thế giới 2002 và 2006.
Albelda là một tiền vệ thủ bắt đầu sự nghiệp là một trung vệ. Anh cũng nổi tiếng vì khả năng dẫn dắt đội của mình. Anh đã là đội trưởng của Valencia kể từ khi rời Gaizka Mendieta. Với thân hình đậm và lực lưỡng, Albelda chơi hiệu quả ở trung độ. Albelda chơi với vai tròn trung vệ kiềm cản phá các đường tấn công của trung phong đối phương. Anh cũng thường tiến lên phía trước để phản công, đặc biệt là đóng một vai trò chủ chốt trong các cuộc phản công của Valencia nhờ khả năng dẫn dắt của mình.